# Szombierki Bytom
Szombierki Bytom (offiziell Towarzystwo Sportowe Szombierki Bytom) ist ein 1919 in Schomberg – heute als Szombierki ein Stadtteil von Bytom, dem vormaligen Beuthen – als Klub Sportowy Poniatowski gegründeter polnischer Fußballverein. Größter Erfolg des Vereins war die polnische Meisterschaft von 1980. Zurzeit spielt der Verein nur noch im Amateurbereich. Insgesamt spielte Szombierki Bytom 25 Saisons in der ersten Liga und befindet sich noch auf Platz 17 der Ewigen Tabelle. Rekordtorschütze des Vereins ist der achtfache Nationalspieler Jerzy Wilim, der zwischen 1952 und 1970 sowie 1974 89-mal in der ersten Liga traf.

## Geschichte
Der Verein wurde am 21. Februar 1919 von Mitgliedern der polnischen Volksgruppe gegründet. Im ersten Spiel im Frühjahr 1920 besiegte man unter dem Namen KS Poniatowski Polonia Beuthen mit 4:1. Die nachfolgenden Jahre verblieb der Verein in den unteren Ligen.
Nach dem Zweiten Weltkrieg wurde der Verein, im nunmehr polnischen Oberschlesien, als Robotniczy Klub Sportowy Szombierki ("Arbeitersportverein Szombierki") neugegründet und spielte 1949 erstmals in der ersten Liga, stieg aber nach der zweiten Saison dort 1950 ab. 1959 erfolgte ein Abstieg aus der zweiten Liga. 1961 erfolgte der Wiederaufstieg und 1963 wurde der Verein wieder erstklassig. Die zweite Saison nach dem Aufstieg schloss Szombierki 1965 als Vizemeister ab. 1972 stieg Szombierki Bytom für ein Jahr ab, stieg jedoch direkt wieder auf und etablierte sich wieder in der höchsten Spielklasse. 1980 konnte der Verein zum ersten und einzigen Mal die polnische Meisterschaft gewinnen. Nur vier Jahre nach dem Meisterschaftsgewinn von 1980 stieg der Verein – zwischen 1952 und 1979 auch fünfmal Halbfinalist im nationalen Pokalwettbewerb – erneut ab und konnte 1987 noch einmal für zwei Jahre und 1992 noch einmal für ein Jahr in die erste Liga zurückkehren.
1997 erfolgte der Abstieg aus der zweiten und im Jahr darauf aus der dritten Liga. Am 7. Juli 1997 wurde der Verein mit dem Stadtrivalen Polonia fusioniert, doch aufgrund von ständigen Unruhen wurde die Fusion am 30. November 1998 beendet.
Seit 2006 stieg der Verein in noch tiefere Niederungen des Amateurbereichs ab und war zwischen 2007 und 2009 sogar nur siebtklassig.

## Namensänderungen
- 1919 – KS Poniatowski
- 1945 – RKS Kopalnia Szombierki
- 1949 – ZKS Szombierki Bytom
- 1957 – Górniczy KS Szombierki Bytom
- 1997 – Polonia/Szombierki Bytom
- 1999 – TS Szombierki Bytom

## Erfolge
- Polnischer Meister: 1979/80

## Europapokalbilanz
| Saison  | Wettbewerb                    | Runde    | Gegner              | Gesamt | Hin     | Rück      |
| ------- | ----------------------------- | -------- | ------------------- | ------ | ------- | --------- |
| 1980/81 | Europapokal der Landesmeister | 1. Runde | Trabzonspor         | 4:2    | 1:2 (A) | 3:0 (H)   |
| 1980/81 | Europapokal der Landesmeister | 2. Runde | ZSKA Sofia          | 0:5    | 0:4 (A) | 0:1 (H) 2 |
| 1981/82 | UEFA-Pokal                    | 1. Runde | Feyenoord Rotterdam | 1:3    | 0:2 (A) | 1:1 (H)   |

Gesamtbilanz: 6 Spiele, 1 Sieg, 1 Unentschieden, 4 Niederlagen, 5:10 Tore (Tordifferenz −5)

## Bekannte Spieler
- Marcin Brosz
- Wenanty Fuhl
- Zenon Lissek
- Roman Ogaza
- Waldemar Podolski
- Hubert Renk
- Roman Szewczyk
- Martin Trocha
- Jan Wilim
- Rudolf Wojtowicz